# Salmaan Taseer

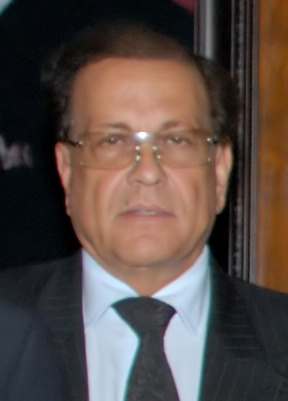
Salmaan Taseer in oktober 2009

Salmaan Taseer (Simla, 31 mei 1944 - Islamabad, 4 januari 2011) was een Pakistaans zakenman en politicus van de PPP die van 2008 tot aan zijn dood gouverneur van Punjab was. Hij werd in Islamabad door Malik Mumtaz Qadri, een van zijn eigen lijfwachten, vermoord met 26 schoten omdat hij, als moslim, pleitte voor afschaffing van Pakistans blasfemiewet, op grond waarvan de christelijke Asia Bibi ter dood werd veroordeeld. Op 5 januari kreeg Taseer een staatsbegrafenis, alhoewel toonaangevende islamitische geestelijken en organisaties hadden opgeroepen tot een boycot.

## Moordenaar vereerd als "martelaar"
Op 3 oktober 2011 bepaalde een rechtbank in Pakistan dat Malik Mumtaz Hussain Qadri de doodstraf kreeg voor het vermoorden van Salman Taseer. Er rees veel protest tegen het doodvonnis en bovendien was er in Pakistan toen een moratorium op de uitvoering van de doodstraf van kracht. Dat werd echter in december 2014 opgeheven voor doodstraffen wegens terrorisme, en op 28 februari 2016 werd Mumtaz Qadri opgehangen in de Adiala-gevangenis te Rawalpindi. Ook ditmaal gingen op vele plaatsen boze moslims de straat op om te protesteren tegen de executie van Muntas Qadri. De "shaheed" ("martelaar") kreeg zelfs een praalgraf in de heuvels buiten Islamabad, waar islamitische pelgrims hem vereren als wali.

## TLP
Vereerders van de opgehangen lijfwacht hebben een politieke partij opgericht: Tehrik-i-Labaik Pakistan (TLP). Leider is de geestelijke Khadim Hussain Rizvi. Hij noemt Muntas Qadri "een held", en oud-premier Nawaz Sharif "een verrader". De partij concentreert zich op de handhaving van de islamitische blasfemiewetten, en blokkeerde in november 2017 de vitale verbindingsweg van Karachi naar Islamabad enkele weken. De minister van justitie, die in de ontwerp-kieswet de tekst van het eedformulier voor parlementsleden en ministers wat had verlicht, moest aftreden. Het oude eedformulier kwam terug en de minister trad af.
Bij de parlementsverkiezingen van 28 juli 2018 behaalde de partij alleen twee zetels in het deelstaatparlement van Sind.
Op 30 augustus 2018 organiseerde de TLP een protestmars van Lahore naar Islamabad tegen de cartoonwedstrijd die Geert Wilders in Nederland had georganiseerd. De mars veranderde in een feest toen het bericht binnenkwam dat Wilders de wedstrijd had afgelast.
Op 2 november 2018 kwam Rizvi opnieuw in het geweer, toen het Hooggerechtshof de christelijke vrouw Asia Bibi had vrijgesproken van blasfemie. Hij bedreigde opperrechter Nisar en diens collega's met de dood en liet zijn volgelingen de wegen tussen Karachi en Islamabad blokkeren. Winkels werden geplunderd en de sfeer was zo grimmig, dat de advocaat van Bibi naar Nederland vluchtte. De TLP kreeg voorlopig haar zin met de toezegging van de regering, dat de partij om herziening van het vonnis mocht vragen. Asia Bibi werd ondergebracht op een geheime plaats, en mocht het land niet verlaten.
Intussen vroeg premier Imran Khan om de sluiting van het Twitteraccount van de geestelijke, en op 23 november liet hij hem oppakken in een madrassa te Lahore.